# Le Marathon de la mort
Pour plus de détails, voir Fiche technique et Distribution.
Le Marathon de la mort (Death's Marathon) est un film américain réalisé par D. W. Griffith et sorti en 1913.
Il a été tourné dans la région de Los Angeles. Le film est disponible en DVD. Il est évoqué dans le documentaire Un voyage avec Martin Scorsese à travers le cinéma américain.

## Fiche technique
- Titre original : Death's Marathon
- Réalisation :  D. W. Griffith
- Photographie : G. W. Bitzer
- Durée : 2 bobines
- Distributeur : Biograph Company, General Film Company
- Date de sortie : 14 juin 1913

## Distribution
- Blanche Sweet : la femme
- Henry B. Walthall : le mari
- Walter Miller : l'ami
- Lionel Barrymore : le financier
- Kate Bruce : la bonne
- Robert Harron : le messager

Non crédités:
- William J. Butler : un homme au club
- Harry Hyde : un ami au club
- Joseph Jiquel Lanoë : un homme au Club
- Adolph Lestina : un homme au club
- Charles Hill Mailes -
- Alfred Paget : un joueur au club
- W. C. Robinson : un homme au club